# Oberliga Baden-Wurtemberg
La Oberliga Baden-Wurtemberg es una de las ligas regionales que conforman la quinta categoría del fútbol alemán desde el 2008.

## Historia
La liga fue creada en 1978 como una liga de tercera división hasta que en 1994 nace la Regionalliga y en 2008 con el nacimiento de la 3. Bundesliga se convierte en liga de quinta categoría.
Es la liga de fútbol más importante de la región de Baden-Württemberg y la liga arrancó con 20 equipo en 1978, los cuales fueron:
| de la Amateurliga Nordwürttemberg: - SSV Ulm 1846 - SV Göppingen - SpVgg Ludwigsburg - FC Eislingen - SB Heidenheim | de la Amateurliga Schwarzwald-Bodensee: - SSV Reutlingen - FV Biberach - FC Tailfingen - FV Ravensburg - VfB Friedrichshafen |

| de la Amateurliga Nordbaden: - FV Weinheim 09 - SV Sandhausen - 1. FC Pforzheim - VfR Mannheim - SV Neckargerach | de la Amateurliga Südbaden: - FC Rastatt 04 - FC 08 Villingen - SV Kuppenheim - DJK Konstanz - Offenburger FV |

## Ediciones Anteriores
| Temporada | Club               |
| 1978-79   | SSV Ulm 1846       |
| 1979-80   | VfB Stuttgart II   |
| 1980-81   | SV Sandhausen      |
| 1981-82   | SSV Ulm 1846       |
| 1982-83   | SSV Ulm 1846       |
| 1983-84   | Freiburger FC      |
| 1984-85   | SV Sandhausen      |
| 1985-86   | SSV Ulm 1846       |
| 1986-87   | SV Sandhausen      |
| 1987-88   | FV 09 Weinheim     |
| 1988-89   | SSV Reutlingen     |
| 1989-90   | Karlsruher SC II   |
| 1990-91   | 1. FC Pforzheim    |
| 1991-92   | SSV Reutlingen     |
| 1992-93   | SSV Ulm 1846       |
| 1993-94   | SSV Ulm 1846       |
| 1994-95   | SV Sandhausen      |
| 1995-96   | Karlsruher SC II   |
| 1996-97   | VfL Kirchheim/Teck |

| Temporada | Club                    |
| 1997-98   | VfB Stuttgart II        |
| 1998-99   | VfR Aalen               |
| 1999–2000 | SV Sandhausen           |
| 2000-01   | TSG 1899 Hoffenheim     |
| 2001-02   | SC Pfullendorf          |
| 2002-03   | VfB Stuttgart II        |
| 2003-04   | FC Nöttingen            |
| 2004-05   | Karlsruher SC II        |
| 2005-06   | SSV Reutlingen          |
| 2006-07   | SV Sandhausen           |
| 2007-08   | SC Freiburg II          |
| 2008-09   | SG Sonnenhof Großaspach |
| 2009-10   | TSG 1899 Hoffenheim II  |
| 2010-11   | Waldhof Mannheim        |
| 2011-12   | SSV Ulm 1846            |
| 2012-13   | SpVgg Neckarelz         |
| 2013-14   | FC Astoria Walldorf     |
| 2014–15   | SV Spielberg            |
| 2015–16   |                         |

Fuente:
- En 2014 el tercer lugar FC Nöttingen también ascendió vía play-offs.